# Bipectilus
Bipectilus is een geslacht van motten dat behoort tot de familie der Hepialidae. Er zijn acht beschreven soorten die tot het geslacht behoren. Deze soorten komen voor in China, Nepal en Vietnam.

## Soorten
- Bipectilus gracilirami
- Bipectilus latirami
- Bipectilus omaiensis
- Bipectilus paraunimacula
- Bipectilus perfuscus
- Bipectilus tindalei
- Bipectilus unimacula
- Bipectilus yunnanensis
- Bipectilus zhejiangensis